# 모리 유코
모리 유코(일본어: 森裕子, 1956년 4월 20일~)는 일본의 정치인이다. 현재 입헌민주당 소속이며 전직 참의원이다. 2003년 이라크 전쟁에 자위대를 파병할지와 관련된 표결 과정에서 적극적으로 몸싸움에 가담해 주목을 받았다. 정치적으로는 오자와 이치로 계파에 속한다. 2013년 재선에 실패했지만 2016년 야권통합 후보로 다시 당선되었다.